# 侯翠珊
侯翠珊（英語：Cat Hou Chui-shan，1991年3月6日—），香港勞工運動出身的政治人物，現為香港職工會聯盟成員及其屬會香港調酒師工會主席。

## 選舉

### 2020年香港立法會選舉
2020年6月15日，侯翠珊與香港酒店工會主席徐考澧、香港資訊科技界工會主席鄧卓文召開記者會，表示正積極考慮出選勞工界。
身為香港調酒師工會主席的侯翠珊坦言其勝算渺茫，但仍要藉參選爭取發聲的機會。她認為，勞工界過去一直由建制派的工聯會、勞聯自動當選，但兩黨代表並沒有為工人發聲，她將透過選舉工程如論壇，要求工聯會和勞聯候選人面對及交代一路以來其工作。她亦表示會透過參選所帶來的曝光率延續「工會戰線」和運動熱度，反思更多出路的可能性，從而吸引更多民眾支持工會政治理念。